# Eleriin Haas
Eleriin Haas (ur. 4 lipca 1992) – estońska lekkoatletka specjalizująca się w skoku wzwyż.
W sezonie 2009 nie awansowała do finału mistrzostw świata juniorów młodszych, zajęła siódmą lokatę na olimpijskim festiwalu młodzieży Europy oraz zdobyła brązowy medal gimnazjady. Bez większych sukcesów startowała w 2011 na mistrzostwach Europy juniorów. Odpadła w eliminacjach podczas mistrzostw Europy w Helsinkach (2012). Bez powodzenia startowała w 2013 na halowym czempionacie Europy. Siódma zawodniczka mistrzostw Europy w Zurychu (2014).
Złota medalistka mistrzostw Estonii. W 2012 dwukrotnie zwyciężyła w mistrzostwach Finlandii (w hali i na stadionie), w 2013 ponownie triumfowała w halowych mistrzostwach tego kraju.
Rekordy życiowe: stadion – 1,94 (17 sierpnia 2014, Zurych); hala – 1,90 (9 marca 2012, Parnawa i 26 stycznia 2013, Hustopeče).

## Osiągnięcia
| Rok  | Impreza                               | Miejsce          | Pozycja           | Wynik |
| ---- | ------------------------------------- | ---------------- | ----------------- | ----- |
| 2009 | Mistrzostwa świata juniorów młodszych | Tyrol Południowy | el. – 17. miejsce | 1,74  |
| 2009 | Olimpijski festiwal młodzieży Europy  | Tampere          | 7. miejsce        | 1,75  |
| 2009 | Gimnazjada                            | Doha             | 3. miejsce        | 1,81  |
| 2011 | Mistrzostwa Europy juniorów           | Tallinn          | 11. miejsce       | 1,77  |
| 2012 | Mistrzostwa Europy                    | Helsinki         | el. – 18. miejsce | 1,83  |
| 2013 | Halowe mistrzostwa Europy             | Göteborg         | el. – 14. miejsce | 1,89  |
| 2013 | Młodzieżowe mistrzostwa Europy        | Tampere          | 6. miejsce        | 1,87  |
| 2014 | Mistrzostwa Europy                    | Zurych           | 7. miejsce        | 1,94  |
| 2015 | I liga drużynowych mistrzostw Europy  | Heraklion        | 8. miejsce        | 1,80  |
| 2015 | Mistrzostwa świata                    | Pekin            | el. – 25. miejsce | 1,85  |
| 2016 | Mistrzostwa Europy                    | Amsterdam        | el. – 18. miejsce | 1,85  |
| 2018 | Mistrzostwa Europy                    | Berlin           | el. – 25. miejsce | 1,76  |